# Устєве
Устєве (рос. Устьевое) — село у Соболевському районі Камчатського краю Російської Федерації.
Населення становить 377 (2018) осіб (2018). Входить до складу муніципального утворення Устєвське сільське поселення.

## Історія
До 1 червня 2007 року у складі Камчатської області, відтак у складі Камчатського краю. Згідно із законом від 22 жовтня 2004 року органом місцевого самоврядування є Устєвське сільське поселення.

## Населення
| 2002 | 2010 | 2012 | 2013 | 2014 | 2015 | 2016 |
| ---- | ---- | ---- | ---- | ---- | ---- | ---- |
| 612  | ↘384 | ↗385 | ↘374 | ↘373 | ↗384 | ↘381 |
| 2017 | 2018 |      |      |      |      |      |
| ↘378 | ↘377 |      |      |      |      |      |